# Castel Albano
Il Castel Albano, detto anche Castello di Montalbano, è un edificio di epoca medievale in rovina che sorge sul Monte Albano sopra l'abitato di Mori in provincia di Trento.

## Storia

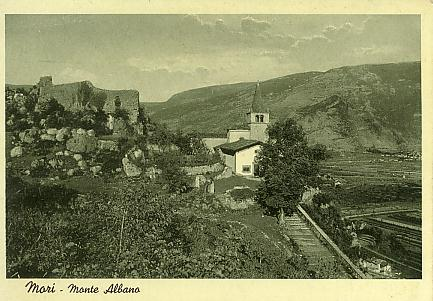
Castello e santuario di Montalbano, 1938

### Secolo XII
- 17 dicembre 1178 Anselmo di Mori deve garantire una locazione perfetta tra il Principe Vescovo di Trento ed Armadino da Ala;
- 1º agosto 1180 Gotofredo di Mori assiste alla sentenza tra Rambaldo, arciprete di Mori, e i fratelli Ronzone e Wadruvio;
- 1194 appaiono Signori di Montalbano Swikezio con il fratello Urone ed un loro nipote, Odolrigo.

### Secolo XIII
- 28 novembre 1220 Anselmo di Mori e il figlio del defunto Maurino, Enrico, sono presenti alla contro alcuni soldati di Castelbarco e altri per furti nella chiesa di San Martino, presso Cei.  Poi, il castello di Albano passò ai Castelbarco;
- 12 marzo 1236 Briano di Castelbarco aveva ricevuto in feudo dal conte del Tirolo, Alberto, i beni del territorio della parrocchia di Mori. La maggiore donazione dei Castelbarco inizia con Guglielmo Castelbarco.

### Secolo XIV
- 1319 morì Guglielmo e lasciò l'eredità al nipote Aldrighetto;
- 23 giugno 1333 morì Aldrighetto. Armano, figlio di Aldrighetto, ereditò la signoria di Mori e il castello di Albano. Alla sua morte (1375), Armano, volle essere sepolto nella chiesa di Santo Stefano, a Mori.

### Secolo XV
- 1405 Ottone di Albano, figlio di Armano, strinse un patto di alleanza e amicizia con la Repubblica Veneta;
- 1439 Guglielmo di Lizzana si ribellò alla Serenissima, il castello di Albano fu preso, espugnato, saccheggiato e dato alle fiamme dai veneziani.

## La leggenda

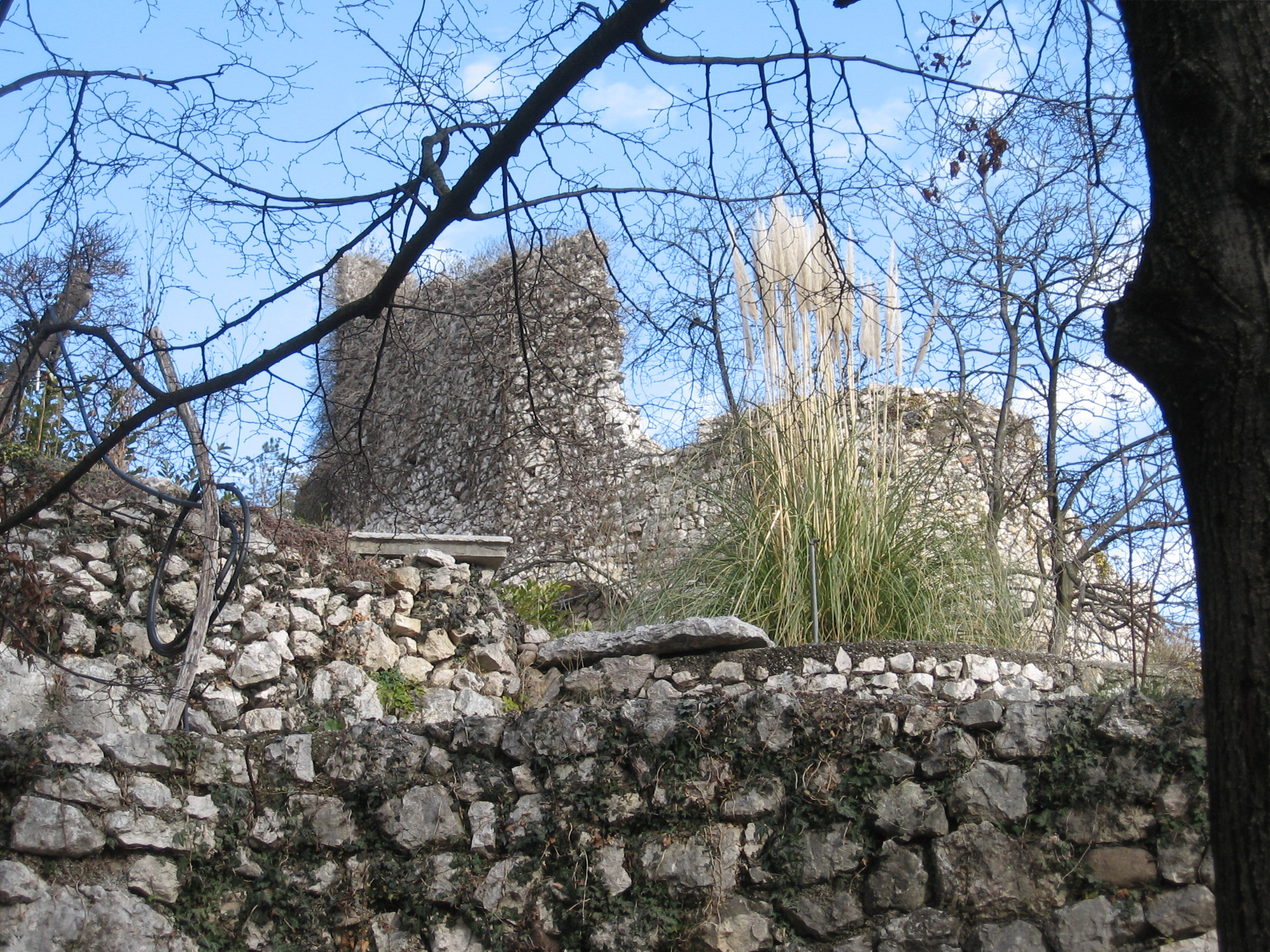
Rovine

Il maestoso castello di Monte Albano dominava il paese di Mori.
Nel castello viveva una principessa così bella che tutti i principi degli altri paesi chiedevano la sua mano.
Un giorno arrivò un gigante attratto dalla sua bellezza e, con molta gentilezza, le chiese: «Bellissima e dolce principessa, mi volete sposare?»
Lei rispose con maleducazione: «Vattene via brutto gigante! Io non ti voglio più vedere! Ho visto principi molto più belli di te!»
Il gigante se ne andò e, preso dalla rabbia, con un solo pugno fece crollare il castello e tutti morirono.
Ecco perché ora, al posto del castello, ci sono solo ruderi.